# Żalejka

Kształt typowej żalejki.

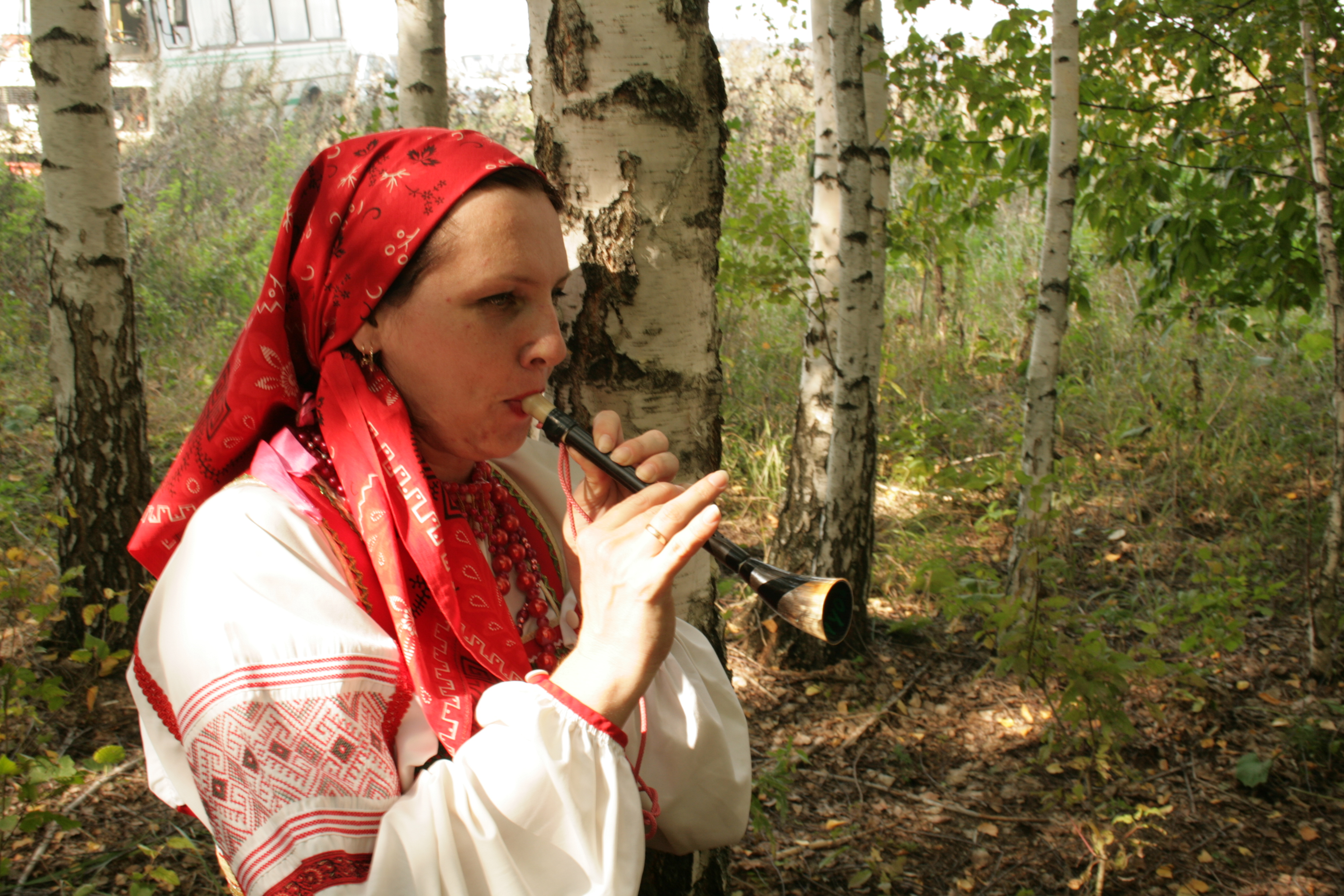
Gra na żalejce.

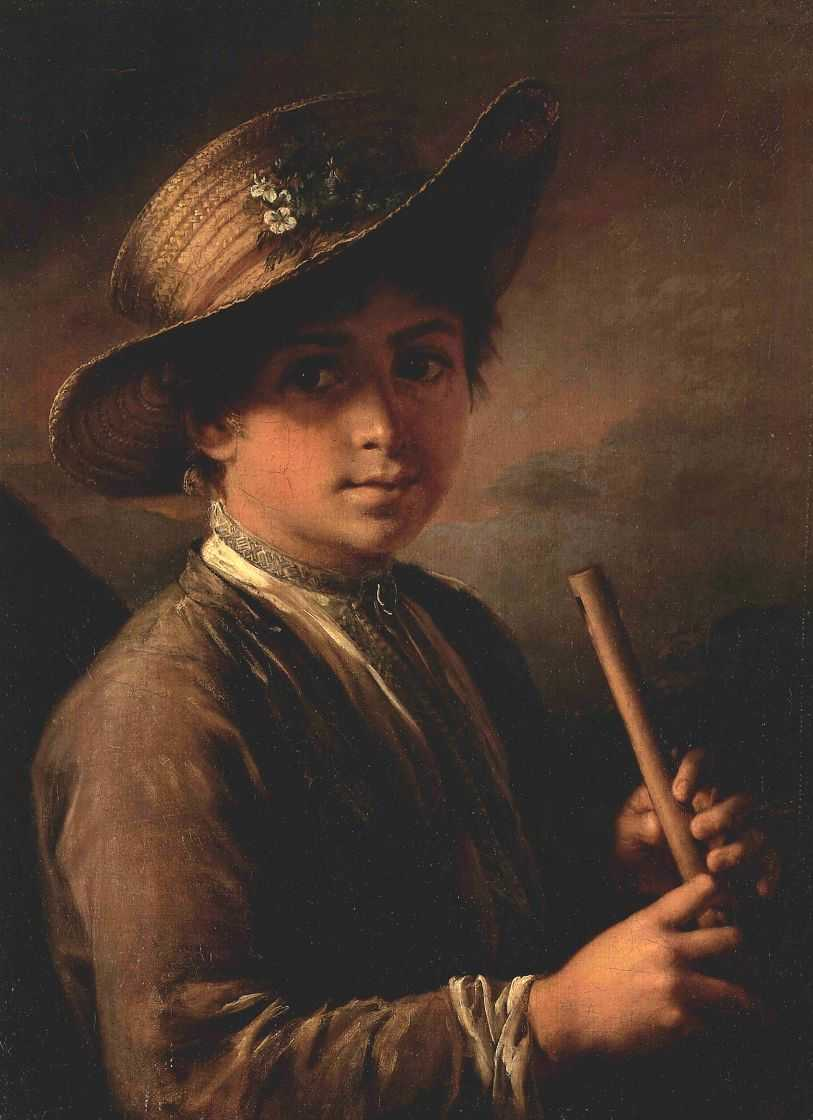
Chłopiec z żalejką - obraz Wasilija Tropinina, koniec XIX w.

Żalejka, żaliejka (także: briołka) – instrument dęty drewniany z grupy aerofonów stroikowych.

## Charakterystyka
W klasyfikacji Hornbostela-Sachsa instrument umieszczony jest pod numerem 422.211.2.
Od strony ustnika ma postać cienkiej, pustej w środku rurki (podobnej do fujarki), ale rozszerzającej się na końcu w kształt rogu. Instrument zwykle wykonywany jest z drewna, trzciny lub rurki rogowej i zakończony kominem wykonywanym z rogu lub drewna (często wykorzystuje się do tego drewno wiązu).
Wśród tego typu instrumentów wyróżniane są także ich podtypy. Należy zwrócić uwagę, że dźwięk np. briołki w porównaniu z dźwiękami wydawanymi przez bardziej „pastuszkową” w charakterze żalejkę, jest bardziej delikatny i łagodny, ponieważ wykonuje się ją w całości z drewna. Jako pierwszy wprowadził ten instrument ludowy do rosyjskich orkiestr Władimir Andriejew.
Instrumenty te wywodzą się z Rosji (są tam jednym z najbardziej popularnych instrumentów ludowych), ale rozpowszechnione są także na terenie Ukrainy i Białorusi. Obecnie wiele zespołów muzycznych pochodzących z tych krajów wykorzystuje ten instrument w swoim repertuarze (np. ukraińska grupa DachaBracha).

## Nazwa

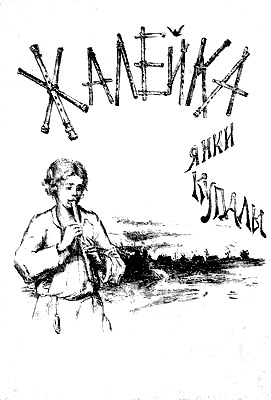
Żalejka - strona tytułowa zbioru wierszy Janki Kupały, 1908.

Instrument znany jest także pod nazwami żałomiejka, sopel, piszczałka, fletnia, duda, także: trąbka klarnetowa.
Niektórzy badacze zwracali uwagę na ten sam korzeń językowy, występujący w wyrazach żalejka i żalnik (wyraz oznaczający w języku starosłowiańskim - mogiłę, grób), co by wskazywało na to, że instrument ten był używany w czasie pogrzebów i obrzędów wspominania zmarłych. Wiarygodniejsze jest pochodzenie od rosyjskiego wyrazu шалме́й/шалма́й („szałamaja”) ← niemieckie Schalmei ← francuskie chalemie ← łacińskie calamus („trzcina”).
Poeta białoruski Janka Kupała nazwał jeden ze swych zbiorów wierszy tytułem „Żalejka” (biał. Жалейка).